# Abtei Brauweiler

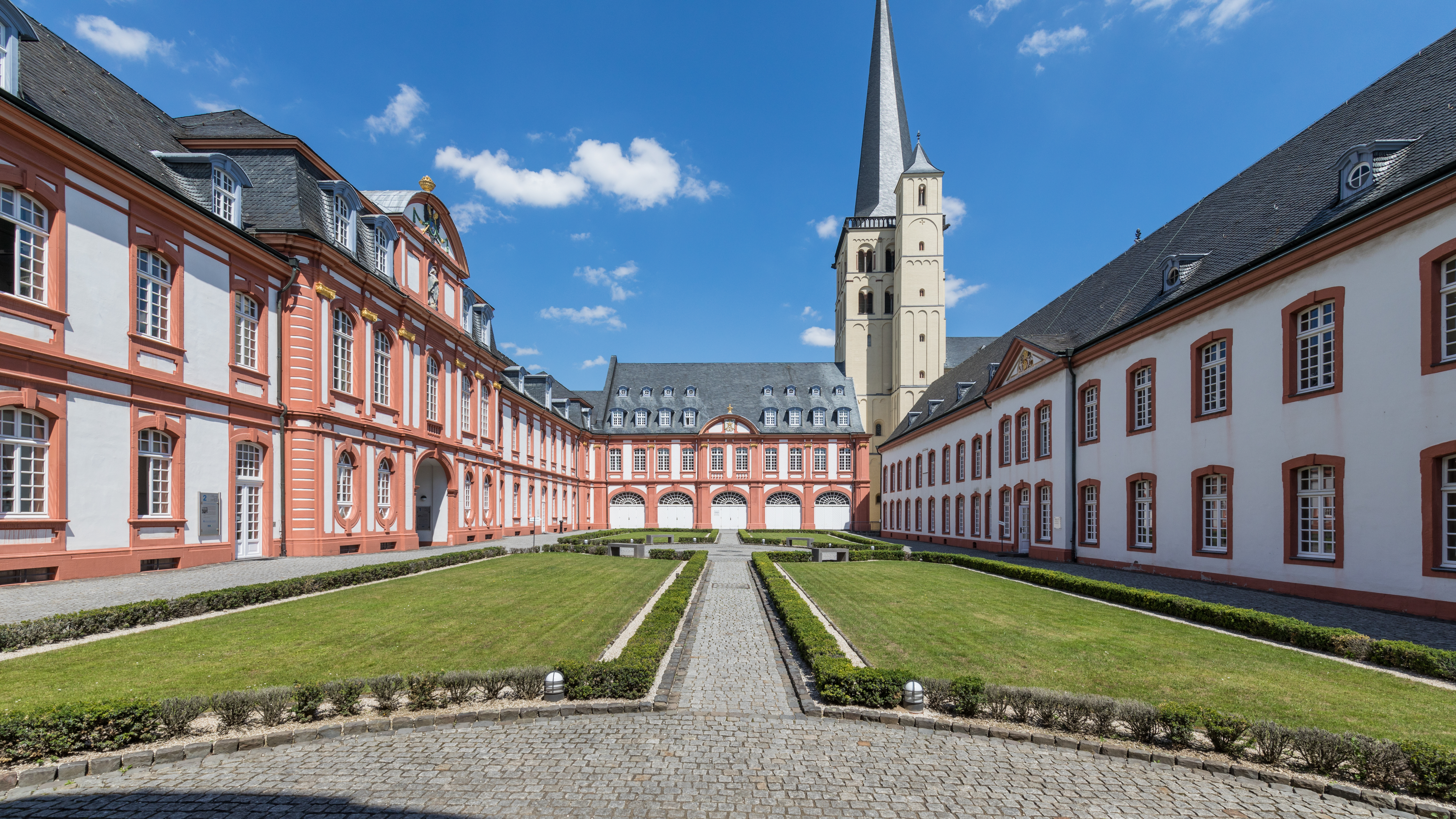
Abtei Brauweiler

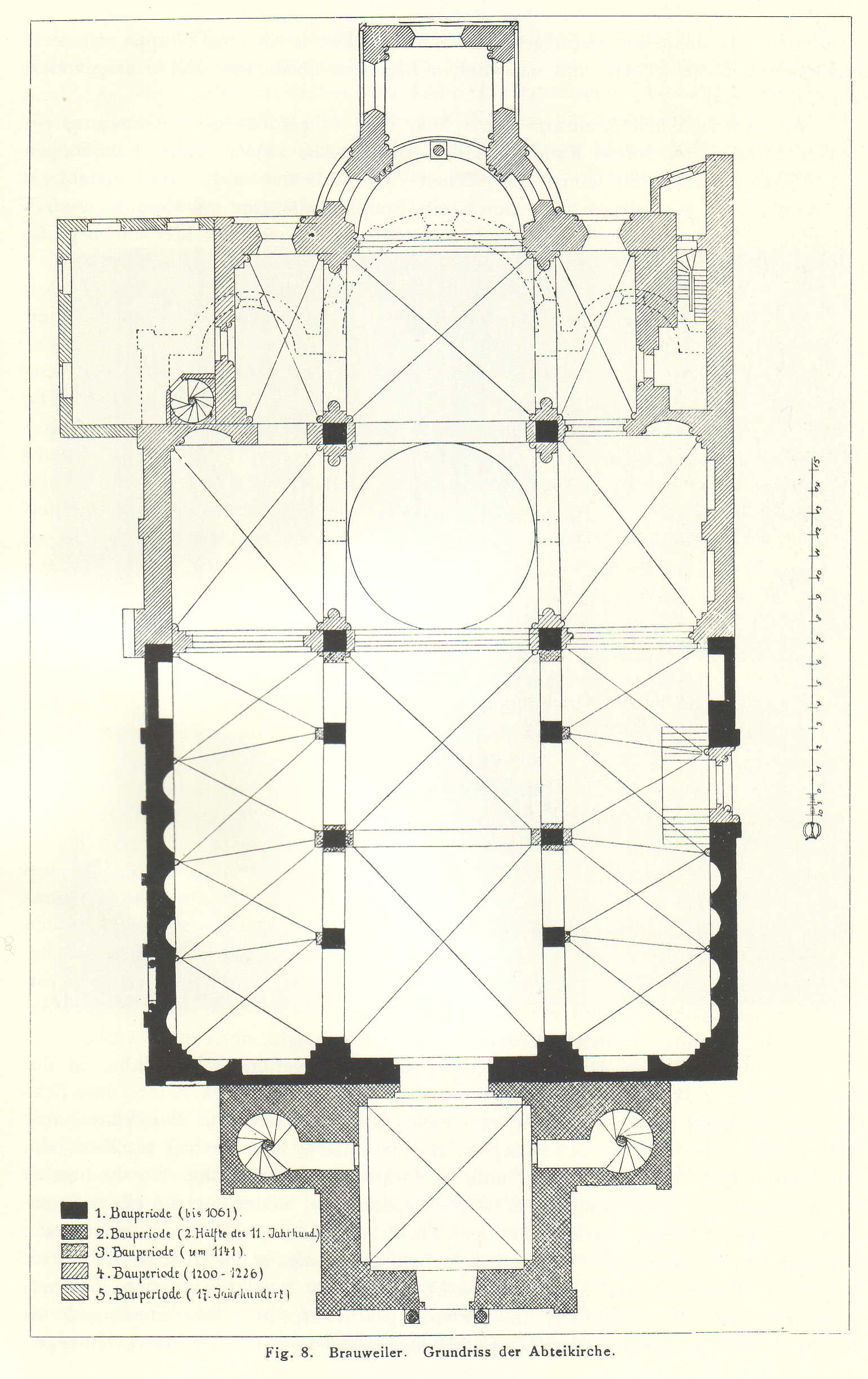
Grundriss der Abteikirche

Die Abtei Brauweiler (lateinisch Abbatia Brauweilerensis; Patrozinium: St. Nikolaus und St. Medardus) ist eine ehemalige Benediktinerabtei und liegt im Stadtteil Brauweiler der Stadt Pulheim in Nordrhein-Westfalen, nordwestlich von Köln. Noch heute prägt die ehemalige Abteikirche St. Nikolaus mit ihrem hoch aufragenden Westbau nicht nur das Ortsbild Brauweilers, sondern bildet zugleich das weithin sichtbare Wahrzeichen dieses Gebietes. Sie zählt zu den großen romanischen Kirchenbauten des Rheinlandes.

## Vorgeschichte und Klostergründung

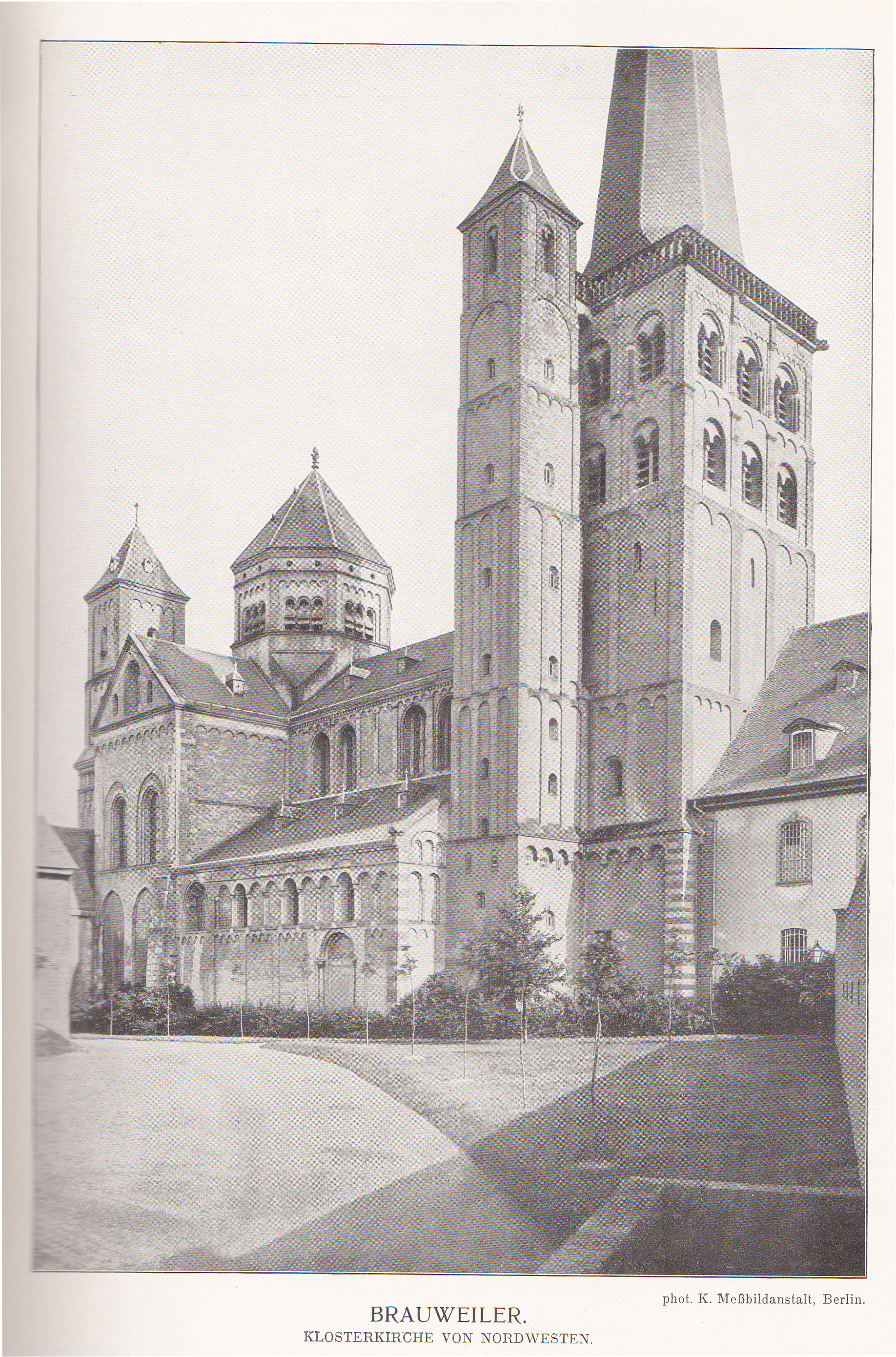
Brauweiler, Klosterkirche von Nordwesten, etwa 1900

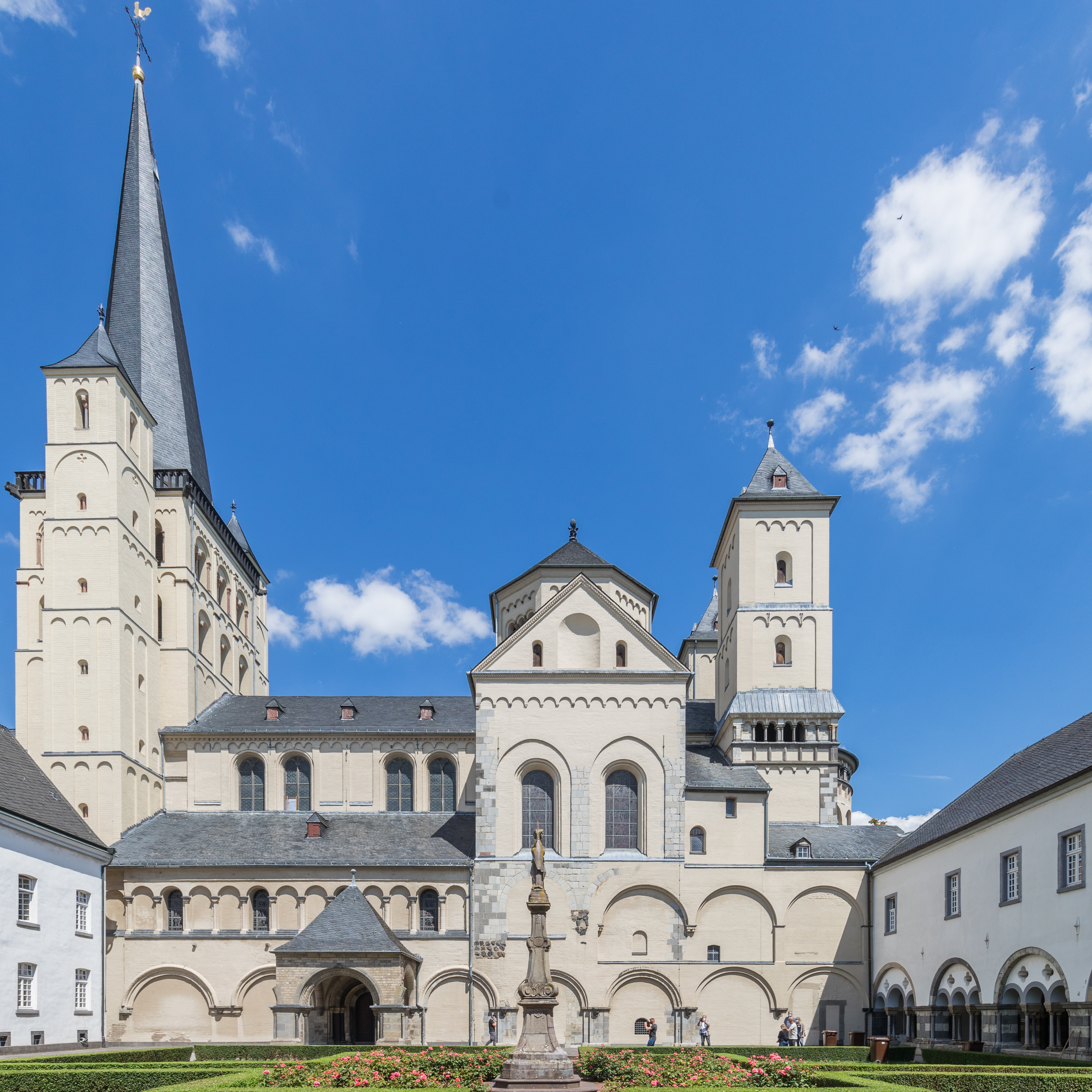
St. Nikolaus, frühere Abteikirche der Abtei Brauweiler

Eine Besiedlung im heutigen Ortsgebiet Brauweiler lässt sich durch Funde von Keramikscherben, behauenem Flint und einem Hallstattbrandgrab seit der älteren Eisenzeit nachweisen. Aus der Römerzeit stammt eine befestigte Anlage. Bei Grabungen 1983/1984 wurden auf dem Gelände der Abtei Reste eines römischen Herrenhauses (villa rustica) mit zwei Gebäudeflügeln gefunden, die zu einem Gutshof gehörten. Brandschichten deuten darauf hin, dass dieser Gutshof im 4. Jahrhundert abbrannte und nicht wieder aufgebaut worden ist.
In der Fundatio monasterii Brunwilarensis (erzählende Quelle eines Brauweiler Mönches gegen Ende des 11. Jahrhunderts) wird auf dem Platz der Bau einer hölzernen Kapelle beschrieben, für deren Altar ein gewisser Brun Reliquien des hl. Medardus aus Soissons mitbrachte. Zeitlich eingeordnet werden könnte der Bau in die Mitte des 8. Jahrhunderts, urkundliche Beweise fehlen jedoch. Der Erzählung nach wurden die verfallenen Überreste der Kapelle um 985 wieder aufgefunden. Pfalzgraf Hermann I., ein wichtiger Vertreter des vermutlich aus karolingischer Reichsaristokratie hervorgegangenen Geschlechts der Ezzonen, ließ eine neue Kapelle aus Stein erbauen und durch den Erzbischof Warin von Köln weihen. Neben der Kapelle wurde ein ebenfalls zerstörtes Hofgut neu aufgebaut. Dieses Anwesen entwickelte sich zum Mittelpunkt einer Besiedlung, die bis heute nicht mehr aufgegeben wurde. Das Hofgut wurde ein wichtiges Allod der Ezzonen und bildete neben der Tomburg und der Siegburg eines der befestigten Sitze des Geschlechts, das mit Erlangung der Pfalzgrafenwürde auch die Aachener Königspfalz verwaltete. Durch seine königsnahe Stellung konnte Hermann I. innerhalb Niederlothringens zunehmend einen eigenen Herrschaftsbereich herausbilden, die Pfalzgrafschaft Lothringen.
Um 991 bis 993 fand auf dem Hofgut Brauweiler die Hochzeit zwischen dem Pfalzgrafen Ezzo-Ehrenfried, einem Sohn Hermanns I., und Mathilde, einer Tochter von Kaiser Otto II. und Theophanu, statt. Die Ehe mit der Kaisertochter war sichtbarer Ausdruck des gewachsenen Ansehens des pfalzgräflichen Familie und erhöhte ihren Rang in der Reichsaristokratie. Als Morgengabe übertrug Ezzo seiner Frau das Gut Brauweiler, diese widmete es in der Medarduskapelle Christus und den Heiligen.
Bei einer Wallfahrt nach Rom vor 1024 erhielten Ezzo und Mathilde von Papst Benedikt VIII. Reliquien und ein Kreuz zur Gründung eines Klosters. Als Gründungsort wurde wohl deshalb Brauweiler ausgewählt, weil sich hier Eigenbesitz der pfalzgräflichen Familie konzentrierte und der Platz strategisch günstig an zwei Straßenverbindungen von Köln nach Aachen und Roermond lag.
Der damals bedeutende Reformabt Poppo von Stablo wurde nach Vermittlung durch Erzbischof Pilgrim von Köln mit der Klostergründung beauftragt. Am 14. April 1024 erreichten sieben von Poppo entsandte Mönche Brauweiler. Sie begannen mit dem Bau des Klosters auf dem höchsten Punkt des Geländes, die Kapelle wurde in den Bau mit einbezogen. Die Kirche selbst wurde etwa 26 Meter nördlich dieser Kapelle errichtet. Noch während der Bauarbeiten starb Pfalzgräfin Mathilde am 20. November 1025 in Aeccheze (vermutlich Echtz bei Düren) und wurde in der Mitte des Kreuzganges vor einem Altar begraben. Kirche und Kloster wurden am 8. November 1028 durch Erzbischof Pilgrim geweiht.

## Abteikirche

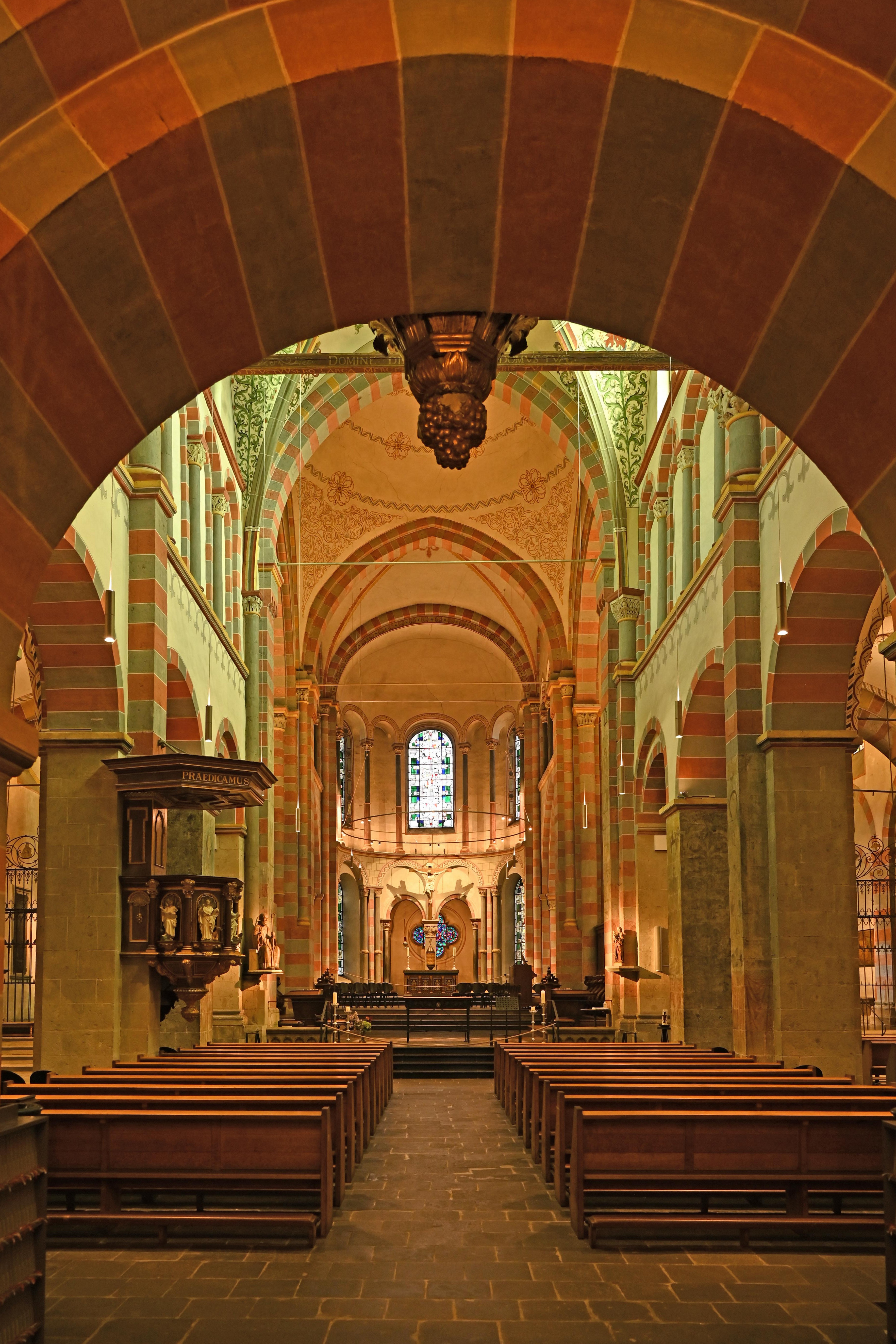
Blick in den Kirchenraum

Der mächtige Westturm wird von zwei neben ihm stehenden schmalen Türmen begleitet (um 1138). Diese Gruppe bildet einen Kontrast zu den drei östlichen Türmen, die erst im 19. Jahrhundert vollendet wurden.
Das Langhaus ist auffallend kurz (um 1140–1150), während die Seitenschiffe eine eigentümliche räumliche Weite besitzen. Die Klosterkirche brachte im Mittelschiff eine zukunftsträchtige Neuerung: den dreistöckigen Aufbau mit zwischengeschaltetem Blendtriforium. Bald danach gehörte dies zum allgemeinen Standard romanischer Basiliken. Die farbige Fassung der Bauplastik folgt den Resten der ursprünglichen Gestaltung der Romanik. Im Gegensatz dazu steht die aus der Spätgotik stammende feine Rankenmalerei der Gewölbe.
An den Pfeilern des Langhauses sieht man monumentale gemalte Heilige aus dem 14. Jahrhundert.
Auf dem südlichen Seitenaltar steht ein steinernes Marienretabel vom Ende des 12. Jahrhunderts. Aus hochromanischer Zeit stammt die Sitzfigur des hl. Nikolaus. Die Krypta übernimmt in verkleinerter Form den Grundriss der Kölner Kirche St. Maria im Kapitol. Auch die Oberkirche erwies sich als verkleinerter Nachbau des Kölner Vorbildes.

### Orgeln
Die Kirche hat zwei Orgeln.

#### Westorgel

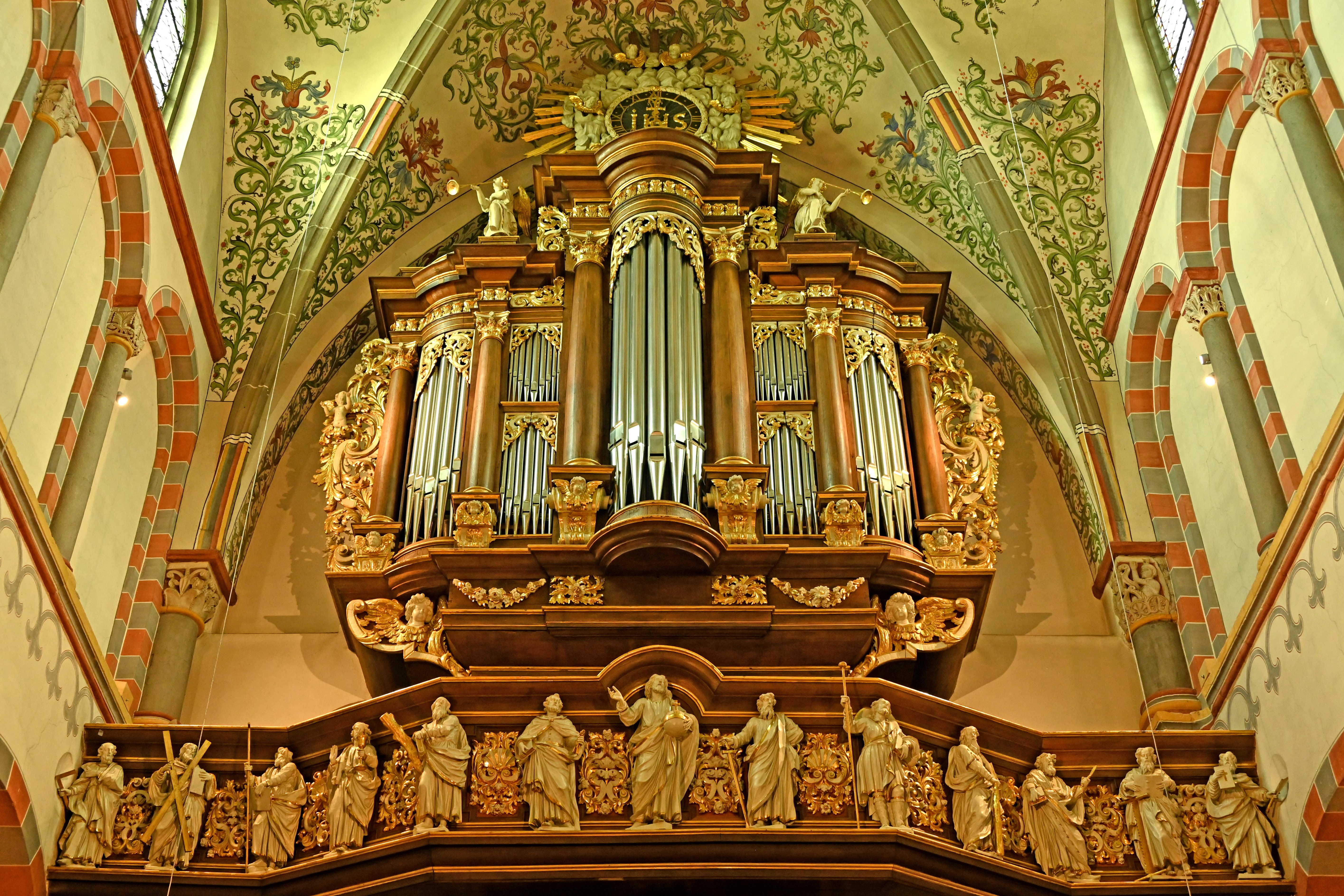
Weimbs-Orgel (2013) im historischen Gehäuse (1715), II/P/26

Die Westorgel mit ihrem reich vergoldeten Barockprospekt (Ende des 17. Jahrhunderts), der erhalten blieb, wurde 1715 erstmals vom bedeutenden Orgelbauer Balthasar König und zuletzt in den 1960er Jahren durch Willi Peter umgebaut. Sie wurde von der Orgelbaufirma Weimbs in Hellenthal neu aufgebaut, nach der ursprünglichen Konzeption mit mechanischer Traktur und Mittelspieltisch (25. Januar 2013 Einweihung).
| I Hauptwerk C–g3 |               |       |
| 1.               | Bordun        | 16′   |
| 2.               | Principal     | 08′   |
| 3.               | Flaut         | 08′   |
| 4.               | Octav         | 04′   |
| 5.               | Flaut travers | 04′   |
| 6.               | Quint         | 03′   |
| 7.               | Octav         | 02′   |
| 8.               | Flaut         | 02′   |
| 9.               | Mixtur IV     | 1 ⁄2′ |
| 10.              | Trompet       | 08′   |
|                  | Nachtigal     |       |

| II Oberwerk C–g3 |                   |        |
| 11.              | Hollpfeif gedackt | 8′     |
| 12.              | Viola di Gamba    | 8′     |
| 13.              | Flaut             | 4′     |
| 14.              | Quint             | 3′     |
| 15.              | Flaut             | 2′     |
| 16.              | Terz              | 1 3⁄5′ |
| 17.              | Quint             | 1 ⁄2′  |
| 18.              | Mixtur IV         | 1′     |
| 19.              | Cromhorn          | 8′     |
| 20.              | Vox humana        | 8′     |
|                  | Tremolant         |        |

| Pedalwerk C–f1 |                    |     |
| 21.            | Subbaß             | 16′ |
| 22.            | Octavbaß (= Nr. 1) | 08′ |
| 23.            | Flaut (= Nr. 2)    | 08  |
| 24.            | Octav (= Nr. 3)    | 04′ |
| 25.            | Bombart            | 16′ |
| 26.            | Trompet            | 08′ |

- Koppeln: II/I, I/P, II/P.

#### Chororgel

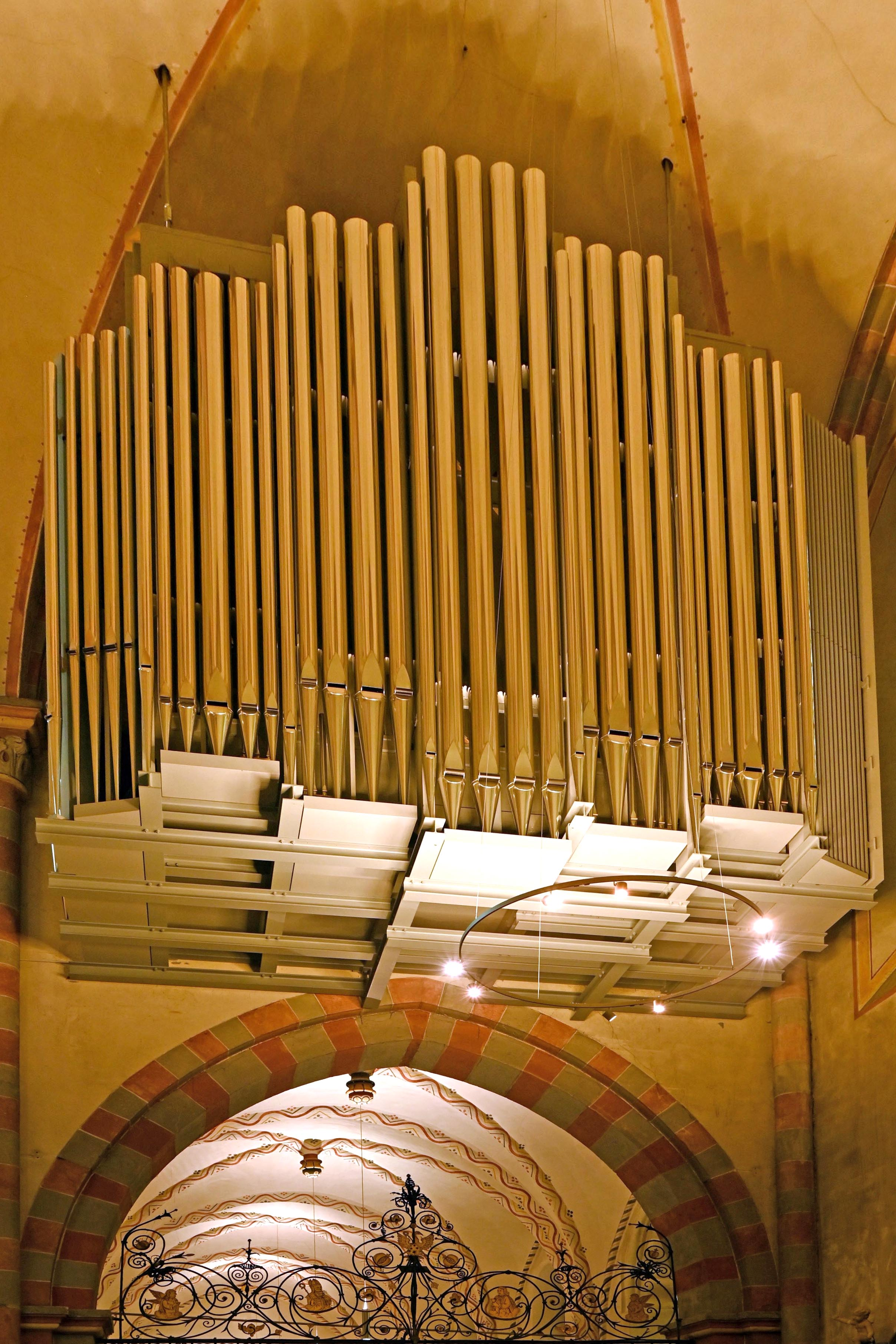
Chororgelwerk

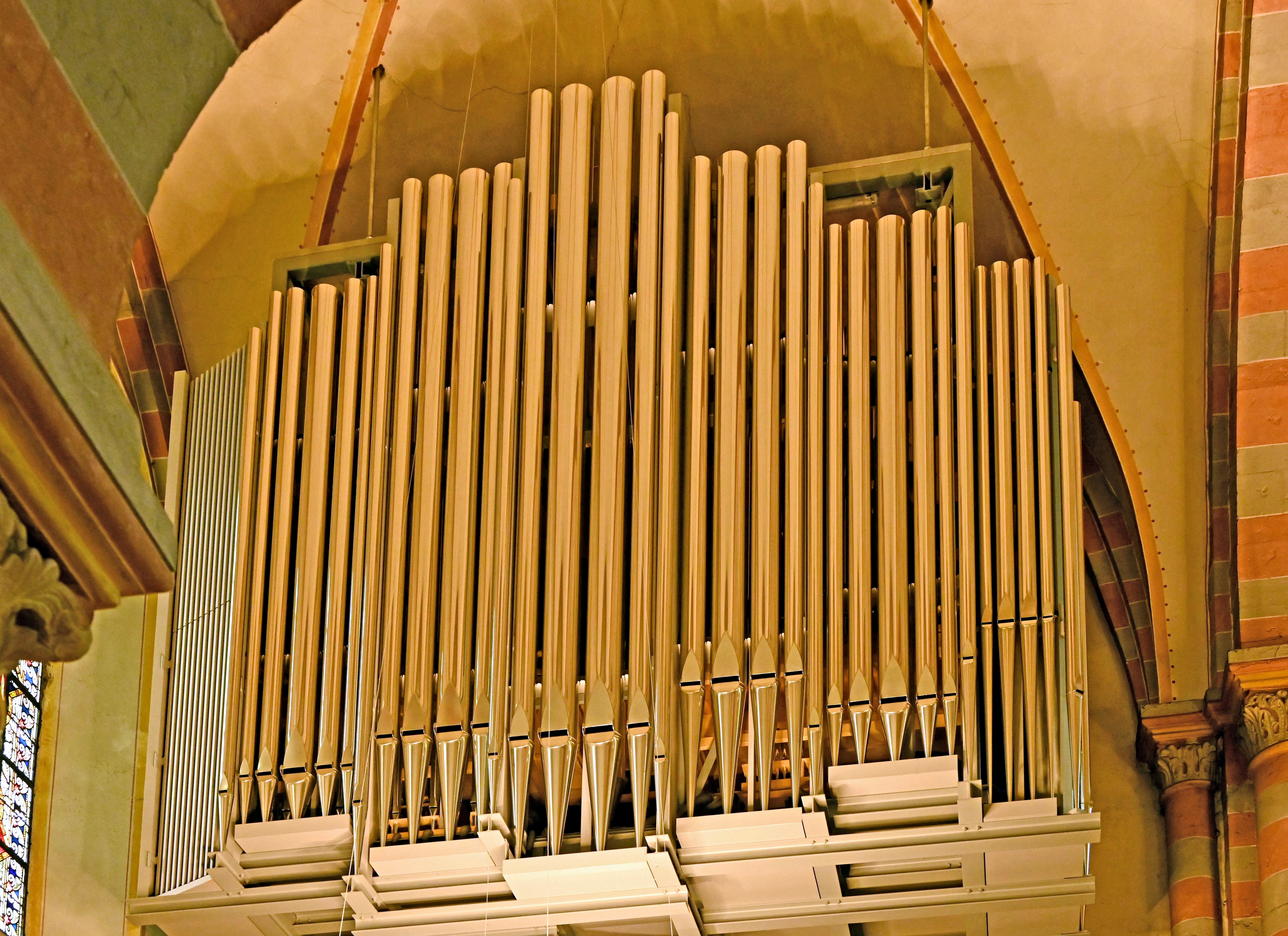
Chororgelwerk

Die Chororgel wurde 2018 eingeweiht. Das Vorgängerinstrument im linken Seitenschiff stammte aus der evangelischen Kirche in Solingen-Gräfrath und war von Orgelbau Willi Peter in die Abteikirche versetzt worden. Das Instrument ließ sich zusammen mit der Hauptorgel anspielen.
Die neue Chororgel wurde von Hermann Eule Orgelbau Bautzen erbaut. Das Instrument wurde in zwei hängenden Gehäusen in den Querhausarmen untergebracht; die Gehäuse sind an einer Tragekonstruktion im Dachboden aufgehängt. Die Chororgel hat einen im Kirchenraum stehenden fahrbaren Spieltisch mit elektrischen Trakturen. Das Instrument hat 45 Register auf drei Manualwerken und Pedal. Die Register des Fernwerkes sind Wechselschleifen zu Registern des Schwellwerkes. Die neue Orgel wurde im März 2018 eingeweiht.
| I Hauptwerk C–g3 |              |        |
| 01.              | Principal    | 16′    |
| 02.              | Bordun       | 16′    |
| 03.              | Principal    | 08′    |
| 04.              | Gambe        | 08′    |
| 05.              | Hohlflöte    | 08′    |
| 06.              | Dolce        | 08′    |
| 07.              | Octave       | 04′    |
| 08.              | Gemshorn     | 04′    |
| 09.              | Superoctave  | 02′    |
| 10.              | Mixtur IV    | 01 ⁄3′ |
| 11.              | Cornett II-V | 02 ⁄3′ |
| 12.              | Trompete     | 08′    |

| II Schwellwerk C–g3 |                       |        |
| 13.                 | Viola d’amour         | 16′    |
| 14.                 | Geigenprincipal       | 08′    |
| 15.                 | Konzertflöte          | 08′    |
| 16.                 | Liebl. Gedackt        | 08′    |
| 17.                 | Viole d’orchestre     | 08′    |
| 18.                 | Aeoline               | 08′    |
| 19.                 | Vox coelestis         | 08′    |
| 20.                 | Fugara                | 04′    |
| 21.                 | Traversflöte          | 04′    |
| 22.                 | Piccolo               | 02′    |
| 23.                 | Progressio II-V       | 02 ⁄3′ |
| 24.                 | Clarinette durchschl. | 08′    |
| 25.                 | Trompette harmonique  | 08′    |
| 26.                 | Oboe                  | 08′    |
|                     | Tremulant             |        |

| III Fernwerk C–g3 |                   |     |
| 27.               | Viola d’amour     | 16′ |
| 28.               | Konzertflöte      | 08′ |
| 29.               | Liebl. Gedackt    | 08′ |
| 30.               | Viole d’orchestre | 08′ |
| 31.               | Aeoline           | 08′ |
| 32.               | Vox coelestis     | 08′ |
| 33.               | Fugara            | 04′ |
| 34.               | Traversflöte      | 04′ |

| Pedal C–f1 |              |     |
| 35.        | Principalbaß | 16′ |
| 36.        | Violonbaß    | 16′ |
| 37.        | Subbaß       | 16′ |
| 38.        | Salicetbaß   | 16′ |
| 39.        | Octavbaß     | 08′ |
| 40.        | Violoncello  | 08′ |
| 41.        | Baßflöte     | 08′ |
| 42.        | Ovtave       | 04′ |
| 43.        | Flötenbass   | 04′ |
| 44.        | Posaunenbaß  | 16′ |
| 45.        | Tuba         | 08′ |

### Glocken
Die Abteikirche hat ein 7-stimmiges Geläut.
Im Westturm hängen vier Glocken, u. a. die beiden ältesten des Geläuts. Die älteste genau datierte Glocke des Rheinlandes ist die Misericordia-Glocke. Sie wurde im Jahre 1300 von einem unbekannten Kölner Meister gegossen und nach Martini geweiht. Vermutlich hingen zwei weitere Glocken aus dieser Zeit im Turm. Das mittelalterliche Hauptgeläut erklang mit den Nominalen c1, d1 und e1, und war vermutlich das erste bewusst aufeinander abgestimmte Geläut im Rheinland. Die(se) beiden weiteren Glocken wurden im Jahre 1630 von dem Gießer Johannes Helling (Kalkar) in (überschwerer) Rippe umgegossen, und erklangen damit jeweils um einen Halbton höher. Erhalten ist davon die „Maria“-Glocke. Neben dem Hauptgeläut existierten bis zum Zweiten Weltkrieg fünf weitere Glocken aus der Zeit um 1300 und den Jahren 1518, 1673 und 1872. Diese und die größere der beiden Helling-Glocken wurden im Zweiten Weltkrieg eingeschmolzen.
Im Jahre 1961 wurde das Geläut durch fünf neue Glocken der Glockengießerei Mabilon erweitert. Zwei Glocken wurden im Westturm aufgehängt, drei Glocken im Vierungsturm.
| Nr. | Name                          | Gussjahr | Gießer                      | Masse (kg, ca.) | Durchmesser (mm) | Schlagton (HT-1/16) |
| --- | ----------------------------- | -------- | --------------------------- | --------------- | ---------------- | ------------------- |
| 1.  | Große Marienglocke            | 1630     | Johannes Helling            | 2.100           | 1447             | dis1 ± 0            |
| 2.  | Misericordia                  | 1300     | unbekannt                   | 1.350           | 1263             | e1 +5               |
| 3.  | Gertrudsglocke                | 1961     | Fa. Mabilon & Co., Saarburg | 800             | 1075             | fis1 +5             |
| 4.  | Kleine Marienglocke           | 1961     | Fa. Mabilon & Co., Saarburg | 550             | 956              | gis1+4              |
| 5.  | Benediktsglocke               | 1961     | Fa. Mabilon & Co., Saarburg | 330             | 802              | h1 +5               |
| 6.  | Bernhardsglocke               | 1961     | Fa. Mabilon & Co., Saarburg | 220             | 719              | cis2+4              |
| 7.  | Sebastians- und Donatusglocke | 1961     | Fa. Mabilon & Co., Saarburg | 160             | 638              | dis2+3              |

## Entwicklung bis 1802

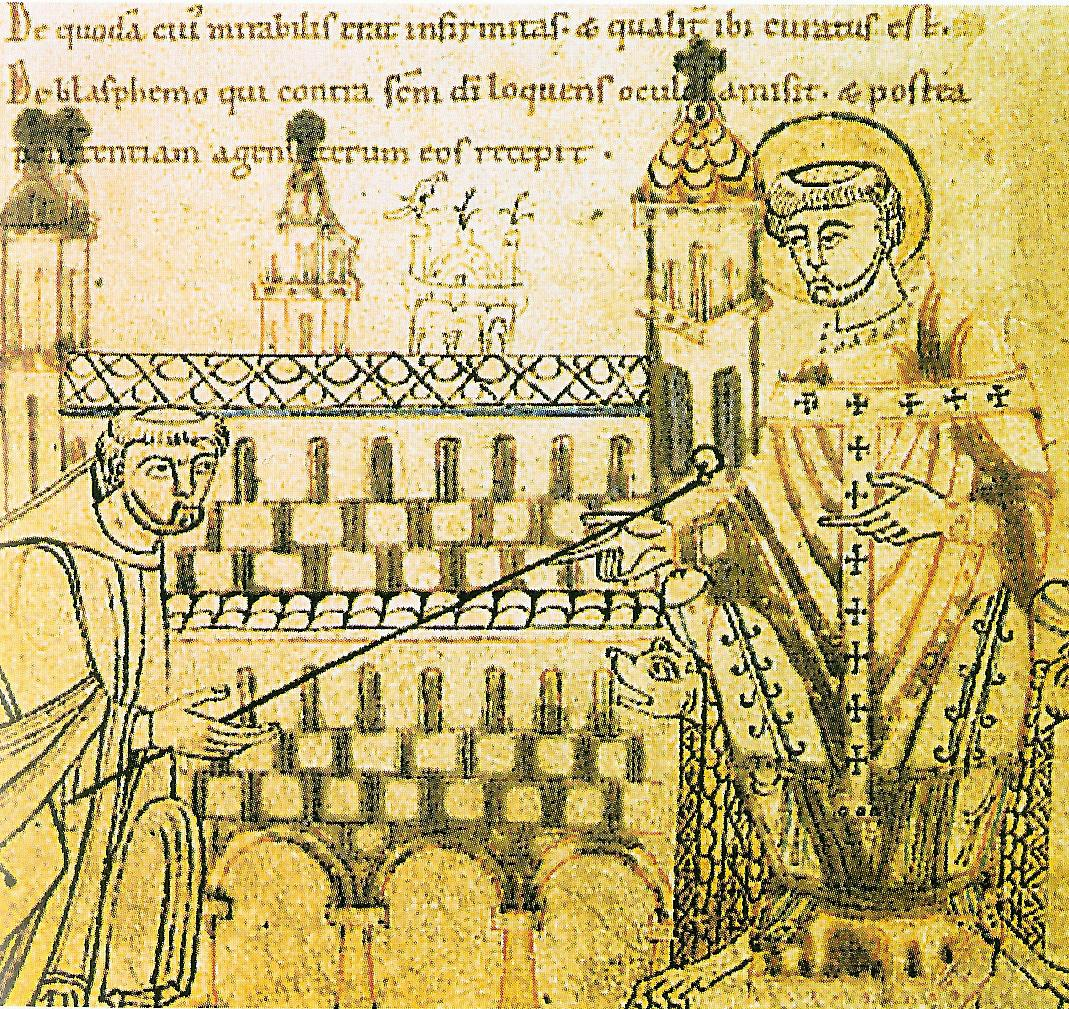
Anno II. (rechts im Bild) setzt den Siegburger Abt Erpho ein.

In der Zeit des Kölner Erzbischofs Anno II. übernahmen die Mönche die Regeln der Siegburger Reform. Mit Anno II. geriet der Abt in Streit wegen des Ortes Klotten an der Mosel.  Die ehemalige Abteikirche und heutige Pfarrkirche St. Nikolaus und St. Medardus ist der dritte Kirchenbau an dieser Stelle, errichtet von 1136 bis nach 1220.
Eine neue Blütezeit brachte die Einführung der Bursfelder Reform ab 1467. Zuletzt errichtete die Abtei nach Plänen von Nikolaus Lauxen 1780 bis 1785 den Prälatenflügel, der als Lauxens Hauptwerk gilt, wobei er an Formen des von ihm zuvor geplanten Klosters Nonnenwerth (1773–1775) anknüpfte.

## Säkularisation
Nach der französischen Okkupation des Linken Rheinufers erfolgte 1802 die Aufhebung des Klosters im Zuge der Säkularisation. Die Abteikirche wurde eine katholische Pfarrkirche, während die Abteigebäude nach einem napoleonischen Gesetz ab 1811 als Bettlerdepot und ab 1815 durch die preußische Regierung als Arbeitsanstalt genutzt wurden. Seit 1920 wurden „Bewahrungshaus“ und „Zellengebäude“ an die Kölner Justizverwaltung vermietet.

## Konzentrationslager und Gestapo-Gefängnis
Diese zwei Gebäude dienten ab 1933 ein Jahr lang als Konzentrationslager, danach bis 1945 als Gefängnis der Kölner Gestapo. 1944 wurde Konrad Adenauer hier zwei Monate lang inhaftiert; seine zweite Ehefrau Auguste unternahm hier in der Haft einen Suizidversuch. Über 1000 Menschen waren hier in der ganzen Zeit von den Nationalsozialisten inhaftiert worden. An diese Verbrechen erinnert der Landschaftsverband seit 2008 mit einer Gedenkstätte auf dem Gelände. Eine Dauer-Ausstellung zeigt, wie die Nationalsozialisten bestimmte Häuser der früheren Arbeitsanstalt nutzten.

## Nach 1945
Im März 1945 entstand hier direkt nach dem Einmarsch der US-Streitkräfte in der Region ein Lager für Displaced Persons (DPs), das später von der UNRRA und danach von der IRO betreut wurde. „Bis September 1945 diente Brauweiler hauptsächlich als Durchgangslager für westeuropäische DPs (Italiener, Franzosen, Belgier) und wandelte sich, nachdem diese repatriiert waren, zu einem der größten polnischen DP-Camps in der Britischen Besatzungszone. Im Schnitt lebten hier bis zur Schließung des Lagers im Herbst 1949 bis zu 2.500 Personen.“
Mit der Gründung des Landschaftsverbandes Rheinland (LVR) als Rechtsnachfolger des Provinzialverbandes der Rheinprovinz wurde die Abtei 1954 in die Verwaltung dieses übergeordneten Kommunalverbandes übernommen. Zwischen 1954 und 1978 wurden hier psychisch kranke, alkohol- und drogenabhängige Menschen behandelt.
Nach einer ab 1980 durchgeführten, umfangreichen Sanierung und Restaurierung der Gebäude sowie der Anlage des heutigen Abteiparks sind heute zwei Kulturdienststellen des Landschaftsverbandes, nämlich das LVR-Amt für Denkmalpflege im Rheinland (LVR-ADR) und das LVR-Archivberatungs- und Fortbildungszentrum (LVR-AFZ), in den Gebäuden untergebracht. Das LVR-ADR ist zuständig für 95.000 Denkmäler im Rheinland. Seine Aufgabe ist die Bewahrung dieser kulturellen Vielfalt durch ihre Erfassung, Untersuchung und Betreuung. Das LVR-AFZ unterstützt als rheinisches Archivamt die über 600 nichtstaatlichen Archive im Verbandsgebiet des LVR in der Erhaltung und öffentlichen Zugänglichmachung ihrer historischen Überlieferung durch fachliche Beratung, finanzielle und materielle Unterstützung sowie Aus- und Fortbildungen. Das LVR-AFZ betreibt außerdem das Archiv des LVR in einem 2004 fertiggestellten Neubau am nordöstlichen Rand des Abteiparks.

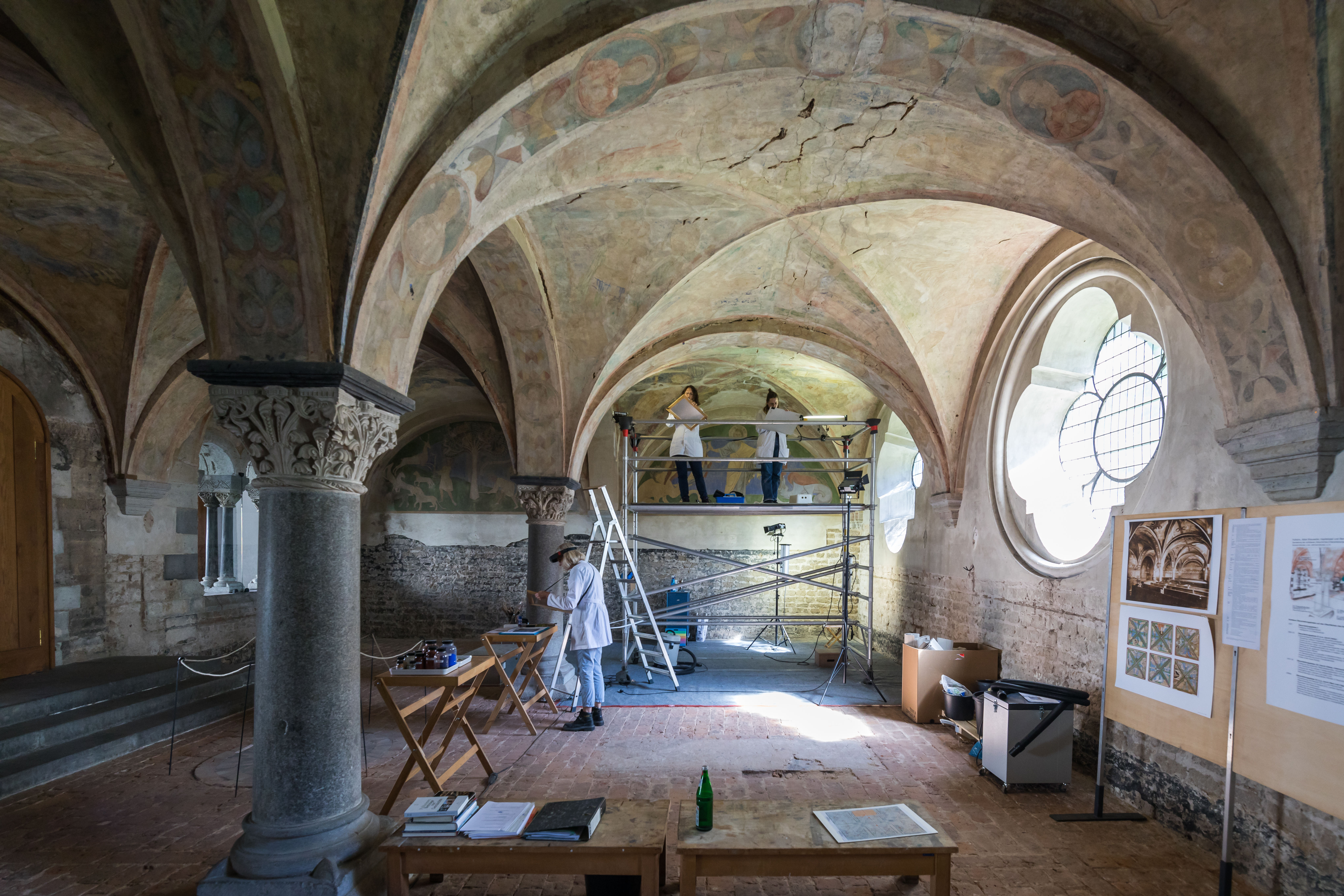
Kapitelsaal. Im Hintergrund arbeiten Restauratorinnen an den Deckengewölben des 12. Jahrhunderts

### Kunst und Kultur in der Abtei
Der Freundeskreis Abtei Brauweiler unter dem Vorsitz des ehemaligen Oberkreisdirektors des Landkreises Köln, Karlheinz Gierden, in dem der Träger der Abtei, die Stadt, die Kirchen als geborene Mitglieder und Institutionen und Privatpersonen Mitglied sind, veranstaltet in der Abtei ein umfangreiches Ausstellungs- und Veranstaltungsprogramm, darunter die „classic nights“, klassische Konzerte, die im Kreuzgang stattfinden. Den Vorsitz im Kuratorium hatte 14 Jahre lang der Pulheimer und ehemalige Ministerpräsident Jürgen Rüttgers. Im Herbst 2012 tauschten die beiden ihre Ämter und der 86-jährige Gierden übernahm den Vorsitz im Kuratorium.

## Vögte der Abtei
Die Vogtei über das Kloster Brauweiler lag bis zum Aussterben der pfalzgräflichen Familie Ezzos in den Händen der Gründerfamilie, zunächst bei Ezzo selbst, danach bei seinem Sohn Ludolf († 1031). Sie ging dann über auf Konrad (Kuno) († 1053), danach möglicherweise auf Ezzos Sohn Hermann († 1056).
Im Jahre 1051 kam es in einem urkundlich abgesicherten Rechtsakt vor einem Kölner Fürstengericht zu einer Übertragung des Klosters und seines Besitzes unter den Schutz des hl. Petrus und damit des Kölner Erzstiftes. Schutzherren des Klosters waren somit die Kölner Erzbischöfe, die die Vogtei in der Folge an Ministeriale vergaben.
In der zweiten Hälfte des 13. Jahrhunderts entstanden durch Übergriffe auf Klostergut Spannungen zwischen dem Vogt Heinrich von Bachem und dem Kloster. Diese konnten erst nach zwei Vergleichen beigelegt werden. In diesem Zusammenhang wurden durch die Forschung bis heute vier verfälschte und neun ganz gefälschte Urkunden bekannt. Inhalt dieser Fälschungen waren jedoch keine ungerechtfertigten Begünstigungen des Klosters, sondern Versuche, überzogene Forderungen der Vögte abzuwehren.
Ab 1360 forderten die Vögte Carsilius von Palant und Philipp von Kendenich (auch Kenthenich o. Kentenich) überhöhte Zahlungen für ihr Amt, die vom Konvent abgelehnt wurden. Es kam zu mehreren Raubzügen gegen Klostereigentum und Entführungen von Hörigen des Klosters, die erst gegen Lösegeldzahlungen freigelassen wurden. 1365 kaufte das Kloster die Vogtei zurück, dafür mussten gegenüber den Familien Kendenich und Palant 1500 bzw. 1300 Goldschilde gezahlt werden. Ein Darlehen mit einem Zins von jährlich 10 % belastete die Klosterkassen bis 1383 erheblich, dann stellte der Johanniterorden zu Köln zinslos 1500 Goldschilde zur Verfügung, mit denen die Schuld und andere Verbindlichkeiten abgelöst werden konnten.
Das Amt des Vogtes wurde ab 1365 nur noch für die Dauer von zwei Jahren vergeben, Probleme mit den Vögten sind seither nicht mehr bekannt geworden.

## Wappen
Seit dem Jahr 1500 erholte sich die Abtei wirtschaftlich, hatte jedoch durch einen Prozess mit dem Erzbischof von Trier, Jakob I. von Sierck, um die Landeshoheit über das an der Mosel gelegene Gut Klotten große finanzielle Belastungen zu tragen. Dieser Prozess hatte sich von 1445 bis 1457 hingezogen.
Der 1532 eingesetzte Abt Hermann III. Laer ordnete die Klosterfinanzen und führte länger geplante Bauvorhaben in der Abtei durch. Sie entwickelte sich zu einer Bastion des Katholizismus gegen den aufkommenden Protestantismus. Abt Hermann III. nutzte diese Situation und überzeugte Kaiser Karl V., die Abtei unter besonderen Schutz zu stellen.
Am 23. November 1547 bestätigte Kaiser Karl V. der Abtei Brauweiler in einem großen Privileg deren Rechte und Freiheiten. Sie genoss damit Schutz vor ihren Gegnern, unabhängig von deren Stand oder Einfluss. Die Abtei wurde jedoch nicht reichsunmittelbar, sondern unterstand weiterhin dem Kölner Erzbischof. Mit dem großen Privileg verbunden war das Recht, ein eigenes Wappen zu führen.
Die Pergamenturkunde mit anhängendem Kaisersiegel wird heute im Pfarrarchiv Brauweiler aufbewahrt. Im Text dieser Urkunde wird als Grund für die Wappenverleihung die kaiserliche Abstammung der Stifterin des Klosters genannt.
Das Wappen zeigt einen einköpfigen, nach rechts gewandten, rotzüngigen, schwarzen Adler. Mit seinem rechten Fuß hält er einen Abtsstab. Damit ähnelt er dem zweiköpfigen Adler im Reichswappen. Zur weiteren Unterscheidung wurde statt des goldenen ein silberner Hintergrund für das Wappen der Abtei gewählt.

## Äbte
Nach einer Liste im Liber sancti Nicholai episcopi in Bruwilre, Bl. 163 r (Namen dort latinisiert), die von Abt Johannes IV. Münch (1617–1649) angelegt und von anderen Schreibern ergänzt worden ist, führten in der Zeit von 1030 bis 1802 51 Äbte das Kloster.
Bis zur Einführung der Bursfelder Reform
| Name                   | von/bis     |
| ---------------------- | ----------- |
| Ello                   | (1030–1053) |
| Tegeno                 | (1053–1065) |
| Wolfhelm               | (1065–1091) |
| Herwig                 | (1091–1092) |
| Adalbert von Lutzerath | (1093–1095) |
| Wezelo                 | (1095–1110) |
| Eberhard I.            | (1110–1126) |

| Name      | von/bis     |
| --------- | ----------- |
| Bertolf   | (1126–1135) |
| Amilius   | (1135–1148) |
| Geldolf   | (1148–1177) |
| Dietrich  | (1177–1187) |
| Bertram   | (1187–1196) |
| Godesmann | (1196–1226) |
| Gottfried | (1226–1232) |

| Name                       | von/bis     |
| -------------------------- | ----------- |
| Hermann I.                 | (1232–1240) |
| Emecho I. von Clotten      | (1240–1263) |
| Heinrich I. von Rennenberg | (1263–1288) |
| Arnold I.                  | (1288–1291) |
| Leonius von Neuenahr       | (1291–1298) |
| Ludolf von Holte           | (1298–1313) |
| Menfred                    | (1313–1321) |

| Name                                   | von/bis     |
| -------------------------------------- | ----------- |
| Friedrich von Senheim                  | (1321–1359) |
| Arnold II. Scholle                     | (1359–1361) |
| Hermann II. Zobbe (Sobbe zu Ingendorf) | (1361–1400) |
| Emecho II. von Cochem                  | (1400–1401) |
| Heinrich II. Vridach                   | (1401–1428) |
| Arnold III. Quad                       | (1428–1457) |
| Eberhard II. von Galen                 | (1457–1467) |

nach Einführung der Bursfelder Reform
| Name                             | von/bis          |
| -------------------------------- | ---------------- |
| Adam I. von Hertzenradt          | (1467/1469–1483) |
| Adam II. von Münchrath           | (1483–1496)      |
| Rutger von Moers                 | (1497–1498)      |
| Johannes I. von Wied („de Weda“) | (1498–1515)      |
| Johannes II. von Lünen           | (1515–1532)      |
| Hermann III. Laer („a Bochum“)   | (1532–1567)      |
| Andreas Münster                  | (1567–1579)      |
| Heribert Artopäus                | (1579–1598)      |

| Name                               | von/bis          |
| ---------------------------------- | ---------------- |
| Dionysius Lieck                    | (1598/1600–1614) |
| Johannes III. Coblenz („a Widdig“) | (1614–1617)      |
| Caspar Rödingen                    | (1617)           |
| Johannes IV. Münch                 | (1617–1649)      |
| Johannes V. Mertzenhausen          | (1649–1660)      |
| Nikolaus Schögen                   | (1660–1665)      |
| Dr. theol. Philipp Brewer          | (1665–1672)      |
| Martin Klingen                     | (1672–1693)      |

| Name                     | von/bis     |
| ------------------------ | ----------- |
| Alexander von Richterich | (1693–1709) |
| Matthias I. Franken      | (1709–1722) |
| Edmund Schmitz           | (1722–1731) |
| Matthias II. Grein       | (1731–1753) |
| Beda Groten              | (1753–1756) |
| Amandus Herriger         | (1756–1778) |
| Anselm Aldenhoven        | (1778–1802) |

## Varia
- Der sogenannte tausendjährige Maulbeerbaum steht seit dem Jahr 1024 nahe der Abtei und ist der wohl älteste seiner Art in Deutschland.[15]

### Als kirchliches Gebäude
- Uwe Bathe: Der romanische Kapitelsaal in Brauweiler. Eine kritische Bestandsaufnahme seiner Architektur, Bauskulptur und Malerei. Köln 2003, ISBN 3-89498-100-8.
- Claudia Euskirchen: Die barocken Klostergebäude der ehemaligen Benediktinerabtei Brauweiler. Köln 1993, ISBN 3-7927-1383-7.
- Roland Günter: Kunsthistorischer Wanderführer Rheinlan. Chr. Belser, Stuttgart 1979.
- Michael Kohler: 1000 Jahre Abtei Brauweiler. Kloster, Gefängnis, Kulturdenkmal. Greven, Köln 2024, ISBN 978-3-7743-0980-7.
- Udo Mainzer: Christus inmitten seiner Apostel. Zur Architekturikonografie der Brauweiler Chorscheitelkapelle. In: INSITU. Zeitschrift für Architekturgeschichte, 3, H. 1, 2011, S. 19–34.
- Werner Schäfke: Kölns romanische Kirchen. Dumont, Köln 1996.
- Barbara Schock-Werner (Text), Florian Monheim (Fotografien): Abtei Brauweiler. Herausgegeben vom Freundeskreis Abtei Brauweiler e. V. und Landschaftsverband Rheinland. Greven Verlag, Köln 2019, ISBN 978-3-7743-0900-5.
- Peter Schreiner, Monika Tontsch: Die Abteikirche St. Nikolaus und St. Medardus in Brauweiler. Baugeschichte und Ausstattung. Pulheim 1994, 2. Aufl. 1999, ISBN 3-927765-12-0.
- Peter Schreiner: Die Geschichte der Abtei Brauweiler bei Köln 1024–1802. Pulheim 2001, ISBN 3-927765-27-9.
- Bernhardt Schütz, Wolfgang Müller: Romanik. Die Kirchen der Kaiser, Bischöfe und Klöster. Freiburg i. Br. 1989.
- Erich Wisplinghoff: Die Benediktinerabtei Brauweiler. Walter de Gruyter, Berlin 1992, ISBN 3-11-013223-0 (= Germania Sacra, N. F. 29.: Die Bistümer der Kirchenprovinz Köln. Das Erzbistum Köln, 5).
- Heinz Wolter: Brauweiler. In: Manfred Groten u. a. (Hrsg.): Handbuch der historischen Stätten Deutschlands: Nordrhein-Westfalen (= Kröners Taschenausgabe, 273). 3. Aufl. Stuttgart 2006, ISBN 978-3-520-27303-1, S. 866 f.

### Zwangsanstalt, Gedenkort
- Hermann Daners, Josef Wißkirchen: Was in Brauweiler geschah. Die NS-Zeit und ihre Folgen in der Rheinischen Provinzial-Arbeitsanstalt. Dokumentation. Pulheim 2006, ISBN 3-927765-39-2.
- Hermann Daners, Josef Wißkirchen: Die Arbeitsanstalt Brauweiler bei Köln in nationalsozialistischer Zeit. Essen 2013, ISBN 978-3-8375-0971-7.
- Wolfgang Pichler: Mathildes Baum und Gussies Leid. Kloster, „Arbeitsanstalt“, Gefängnis, Folterstätte der Gestapo: Die Abtei Brauweiler hat eine bewegte Geschichte. Vor 1000 Jahren begann sie mit der Ankunft der ersten sieben Mönche. Nun feiert der Landschaftsverband Rheinland das Jubiläum. In: General-Anzeiger (Bonn) vom 13./14. April 2024, Journal, S. 3 (mit Veranstaltungsprogramm zum Jubiläum 2024).